# 白樺派のカレー

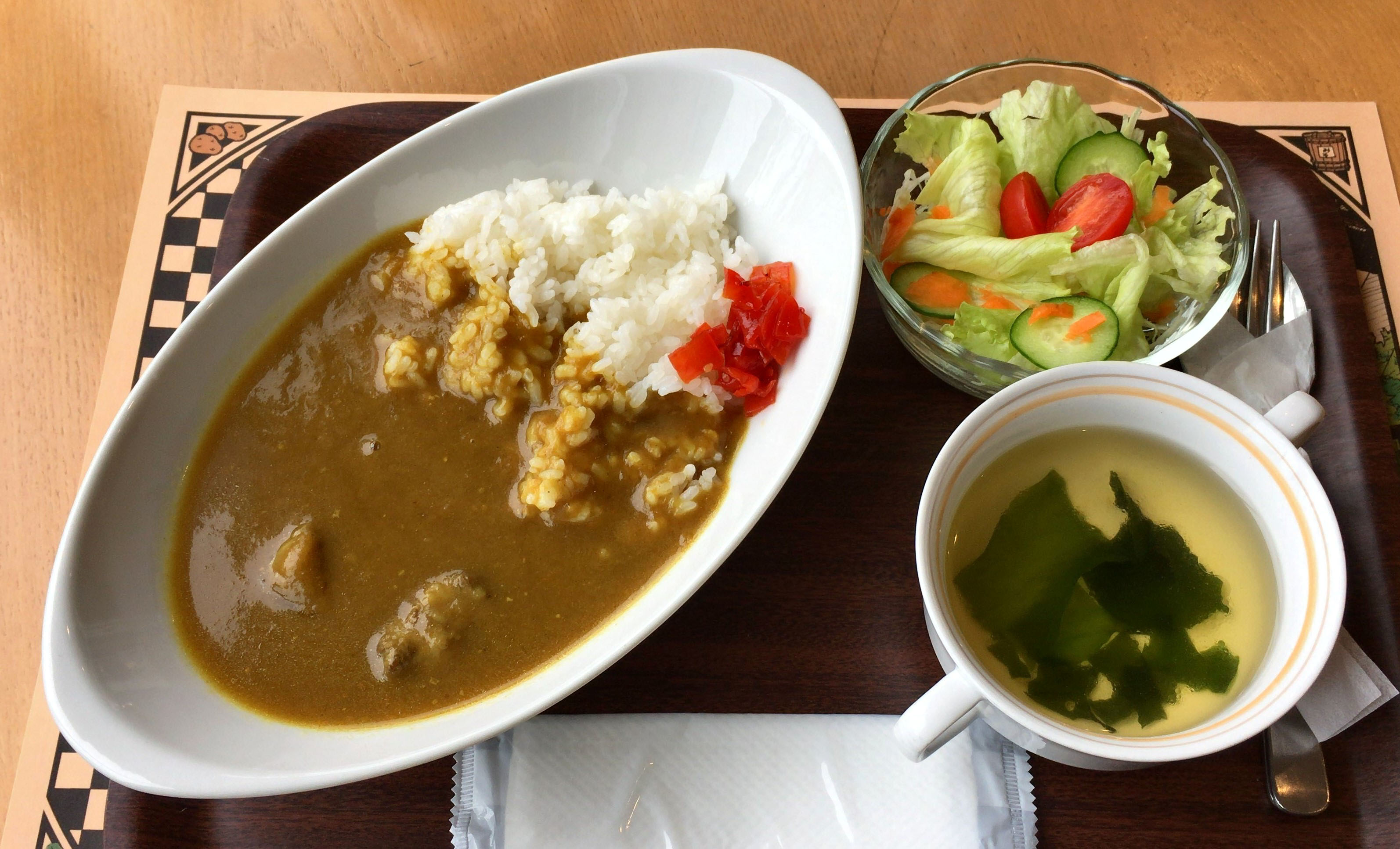
我孫子市生涯学習センター「アビスタ」の喫茶「ぷらっと」で提供されている白樺派のカレー

白樺派のカレー（しらかばはのカレー）は、千葉県我孫子市を中心に販売されているカレー及び、カレーライスである。
地域振興の一環でご当地グルメとして展開しており、飲食店のメニューやレトルトカレー販売などがされている。

## 概要
千葉県我孫子市の手賀沼湖畔には志賀直哉や武者小路実篤といった白樺派の文人が暮らしていた。その文人たちが食べていたとされるカレーを20世紀末から21世紀初頭に、地元有志によって再現したカレーである。
2007年3月に「白樺派のカレー」と名付けられ、完成した。我孫子市内の飲食店で提供されたが、次第にそれぞれの店の味の「白樺派のカレー」が提供されていった。
2007年には、郷土の文化や手賀沼の環境の大切さを学ぶきっかけになると我孫子市立白山中学校で家庭科の調理実習メニューに採用された。

## 定義
統一したレシピはあえて作成されておらず、味作りは提供する各店に任されている。以下のような取り決め事がある。
- 味噌を使うこと。
- 大正時代からの定番カレー粉を使うこと。
- 国産食材を使うこと。
  - 米と野菜は原則地元産を使うこと。

## 由来
柳宗悦の夫人・兼子がカレーを食べていた際に、柳邸内に窯を持っていたイギリス人陶芸家バーナード・リーチが「味噌を入れたらおいしいだろう。」と言ったのが誕生のきっかけとされる。生前の兼子夫人が、文芸雑誌にこの思い出を載せたことで、このカレーが注目されることになった。

## 再現への道のり
兼子夫人はレシピを残してはおらず、実際にどのような味だったのかは不明だった。
スーパー経営する石戸孝行は、リーチが我孫子で暮らした時期にあたる大正初期に出版された花嫁向け料理指南書に掲載されていた「チッキン（鶏肉）カレー」の記述内容と、当時の安孫子で入手可能だった食材を調査し、2000年頃から6年間の試行錯誤を経て、「兼子さんの味」に限りなく近いと確信が持てるカレーを完成させた。再現されたカレーは、まちづくりの活動と合流し、「我孫子の景観を育てる会」会長の吉澤純一らから「まちおこしにふさわしい名前」として白樺派のカレーの提案があり、懐かしさとモダンさを感じさせると名称も決定した。
復活に合わせて、支援組織となる「白樺派のカレー普及会」も発足し、PRとライセンス管理を行っている。普及会会長の小野宏和は、白樺派文人の子孫を訪問し、活動への支援の了承を得ている。

## 活動
- 2005年7月　白樺派のカレー実行委員会として発足
- 2006年8月　我孫子に文学カレーをつくる会に改称
- 2007年8月　白樺派のカレー普及会に改称

### 製品化
レトルトパックのものも販売されており、ポーク、ビーフ、チキンの3種類（2017年時点）に加え、我孫子市内にある川村学園女子大学とコラボレーションした製品が販売されている。川村学園女子大学からは2022年にコラボしたカレーに合う漬物「川女のおつけもの」を開発、販売している。 
2013年2月には、白樺派のカレーを使用したカレーパスティとカレーパンが製品化され、関東圏のイトーヨーカドーで販売された。